# Lugarteniente del reino de Aragón
El lugarteniente del reino de Aragón o lugarteniente general fue un cargo de la Corona de Aragón que empezó a usarse en 1365 por la que el rey delegaba temporalmente, generalmente en la persona que estaba en el puesto más alto para ser su sucesor, sus poderes y atribuciones reales (gobierno y justicia) en determinados territorios, durante su ausencia. 
De esta forma, por voluntad del rey, por ausencia o por incapacidad para gobernar, el lugarteniente general hacía las veces del rey (gerens vices) en su lugar (locum tenens), teniendo plena jurisdicción civil y criminal, pudiendo convocar Cortes o promulgar constituciones y fueros.
Esta figura también fue un instrumento de la potestad del rey en los diferentes territorios de la Corona de Aragón, llagando a constituir una especie de alter ego del monarca en esos territorios. A lo largo del siglo XV, el término, con similares características, va siendo sustituido, según el territorio, por el virrey, con similares características, donde en documentos de la Corona de 1428, aparece en latín un "vice rex" para referirse al virrey de Sicilia. Fernando el Católico instituyó el cargo de lugarteniente general en toda la Corona de Aragón.